# Csökkenő népességű országok
Egy ország népessége általában hosszú távú demográfiai folyamatok eredményeképpen csökkenhet (a halálozások száma meghaladja a születések számát vagy több ember vándorol ki egy országból, mint amennyi bevándorol), ugyanakkor a természeti katasztrófáknak, a járványoknak és a háborúknak is hasonló következményei lehetnek.

## 2012-ben csökkenő népességű országok
Ez a lista azokat az országokat tartalmazza, amelyeknek a népessége 2012-ben csökken. Összesen 15 ilyen ország van, ebből 14 európai (9 kelet-európai, 2 dél-európai) és 1 ázsiai. A legtöbb országban a csökkenést a természetes fogyás és a kivándorlás együttesen okozza, azonban vannak olyan országok ahol kizárólag a természetes fogyás (Magyarország, Észtország, Horvátország és Japán) játszik szerepet.

### Európa
| Ország              | Időszak   | Időtartam | Korábbi népesség | Jelenlegi népesség | Teljes csökkenés | Átlagos évi csökkenés (százalék) |
| ------------------- | --------- | --------- | ---------------- | ------------------ | ---------------- | -------------------------------- |
| Magyarország        | 1980-2013 | 33 év     | 10 709 000       | 9 908 798          | -7,47%           | -0,23%                           |
| Lettország          | 1988-2013 | 25 év     | 2 665 770        | 2 023 825          | -24,08%          | -0,96%                           |
| Románia             | 1990-2011 | 21 év     | 23 185 000       | 20 121 641         | -13,21%          | -0,63%                           |
| Észtország          | 1990-2013 | 23 év     | 1 570 599        | 1 320 174          | -15,94%          | -0,69%                           |
| Bosznia-Hercegovina | 1991-2012 | 21 év     | 4 377 033        | 3 791 622          | -13,37%          | -0,64%                           |
| Bulgária            | 1991-2013 | 22 év     | 9 009 018        | 7 284 552          | -19,14%          | -0,87%                           |
| Horvátország        | 1991-2011 | 20 év     | 4 784 265        | 4 290 612          | -10,32%          | -0,52%                           |
| Szerbia             | 1991-2011 | 20 év     | 8 110 906        | 7 120 666          | -12,21%          | -0,61%                           |
| Albánia             | 1991-2011 | 20 év     | 3 182 417        | 2 831 741          | -11,02%          | -0,55%                           |
| Litvánia            | 1992-2011 | 19 év     | 3 706 300        | 3 007 700          | -18,85%          | -0,99%                           |
| Fehéroroszország    | 1993-2012 | 19 év     | 10 240 000       | 9 457 500          | -7,64%           | -0,40%                           |
| Ukrajna             | 1993-2012 | 19 év     | 52 114 400       | 45 633 600         | -12,44%          | -0,65%                           |
| Moldova             | 1998-2011 | 13 év     | 3 655 614        | 3 560 430          | -2,60%           | -0,20%                           |
| Görögország         | 2001-2011 | 10 év     | 10 964 020       | 10 787 690         | -1,61%           | -0,16%                           |
| Portugália          | 2009-2011 | 2 év      | 10 637 713       | 10 561 614         | -0,72%           | -0,36%                           |

### Ázsia
| Ország | Időszak   | Időtartam | Korábbi népesség | Jelenlegi népesség | Teljes csökkenés | Átlagos évi csökkenés (százalék) |
| ------ | --------- | --------- | ---------------- | ------------------ | ---------------- | -------------------------------- |
| Japán  | 2010-2012 | 2 év      | 128 057 000      | 127 662 000        | -0,31%           | -0,15%                           |

## Népességcsökkenés a közelmúltban
Azok az országok, ahol a közelmúltban, hosszútávon (legalább 5 éven keresztül) népességfogyás történt, azonban ezután a népesség újra növekedni kezdett.
| Ország        | Időszak   | Időtartam | Korábbi népesség | Népesség az időszak végén | Teljes csökkenés | Átlagos évi csökkenés (százalék) |
| ------------- | --------- | --------- | ---------------- | ------------------------- | ---------------- | -------------------------------- |
| Oroszország   | 1992-2009 | 17 év     | 148 538 000      | 141 909 000               | -4,46%           | -0,26%                           |
| Csehország    | 1994-2003 | 9 év      | 10 336 000       | 10 207 000                | -1,25%           | -0,14%                           |
| Lengyelország | 1998-2007 | 9 év      | 38 666 000       | 38 121 000                | -1,41%           | -0,16%                           |
| Németország   | 2002-2010 | 8 év      | 82 536 680       | 81 751 602                | -0,95%           | -0,12%                           |

Németország Németországban természetes fogyás tapasztalható az NDK és az NSZK egyesülése óta folyamatosan, azonban a bevándorlás miatt a népesség ténylegesen csak 2002 és 2010 között fogyott. A 2000-es évek elején a bevándorlók száma visszaesett, a kivándorlóké pedig nőtt, így a bevándorlás már nem tudta ellensúlyozni a természetes fogyást. 2010-ben és 2011-ben a munkaerőpiac megnyitása miatt jelentősen megnőtt a bevándorlás az új EU-tagországokból, így annak ellenére, hogy 189 644 emberrel több hunyt el, mint amennyi született Németország népessége újra növekedett.
Oroszország: Az utóbbi néhány évben a születések száma jelentősen emelkedett, a halálozások száma pedig csökkent. 1999-ben 1 214 689 gyerek született, 2011-ben 1 796 629. A halálozások száma pedig 2 144 316-ről 1 925 720-ra csökkent. Azonban ennek ellenére a természetes fogyás továbbra is fennmaradt, 129 091-gyel haladta meg a halálozások száma a születések számát 2011-ben. A nemzetközi vándorlás pozitív egyenlege miatt azonban 2009 óta nő Oroszország lakosainak a száma.